# Zespół Bálinta
Zespół Bálinta (ang. Balint syndrome) – rzadki zespół neurologiczny, objawiający się bezładem okoruchowym z niezdolnością do fiksacji wzroku. Występuje u pacjentów z obustronnym uszkodzeniem kory płatów ciemieniowych (w obrębie pól Brodmanna 19 i 7) – na pograniczu płata ciemieniowego i potylicznego. Opisany przez Rezső Bálinta w 1909. 
Objawy:
- symultanagnozja (niezdolność do postrzegania części przedmiotu jako składowych całości)
- apraksja ruchów gałek ocznych (zaburzenie koordynacji spojrzenia)
- ataksja wzrokowa (upośledzona koordynacja ruchów ręki za pomocą kontroli wzrokowej)[2]